# Туманішвілі Михайло Іванович
Миха́йло Іва́нович Туманішві́лі (груз. მიხეილ თუმანიშვილი; 6 лютого 1921, Тбілісі — 11 травня 1996, Тбілісі) — грузинський театральний режисер, педагог. Народний артист СРСР (1981).

## Біографія
З 1939 року служив у Червоній Армії в місті Шепетівка (Україна). Закінчив школу молодших командирів зв'язку. Учасник війни. Був у полоні, двічі втікав. У 1944 році був демобілізований. 
В 1949 році закінчив режисерський факультет Тбіліського театрального інституту за класом Георгія Товстоногова.
З 1949 по 1971 рік — режисер Тбіліського театру ім. Ш. Руставелі  (в 1965—1966 — головний режисер).
З 1971 по 1975 рік — головний режисер Грузинського телебачення.
З 1975 року — головний режисер театральної майстерні при кіностудії «Грузія-фільм», а з 1978 року — перший художній керівник створеного Тбіліського Театру кіноактора при кіностудії, членами трупи якого стали випускники його експериментального курсу.
З 1949 року веде педагогічну діяльність в Тбіліському театральному інституті ім. Ш. Руставелі (з 1973 — професор). В період 1971—1975 років — викладач експериментальних груп при Театрі ім. Ш. Руставелі.
Помер 11 травня 1996 в Тбілісі. Похований в Дідубійському пантеоні.

## Театральні постановки
- 1949 — «Вечнозеленые холмы» В. Карсанідзе
- 1950 — «Незабываемый 1919-й» В. Вишневського
- 1951 — «Люди, будьте бдительны!» за Ю. Фучиком
- 1952 — «Нотатки божевільного» за М. Гоголем
- 1952 — «Канун грозы» П. Маляревського
- 1954 — «Испанский священник» Дж. Флетчера
- 1954 — «Гаити» В. Дюбуа (спільно з А. Васадзе)
- 1955 — «Тариэл Голуа» Л. Кіачелі
- 1956 — «Доктор философии» Б. Нушича
- 1956 — «Деловой человек» І. Вакелі
- 1958 — «Повесть о любви» К. Буачідзе
- 1958 — «Ангела» Г. Севастикоглу
- 1959 — «Такая любовь» П. Когоута
- 1960 — «Иркутская история» О. Арбузова
- 1960 — «Бунт женщины» Сендербю
- 1962 — «Дети моря» Г. Хухашвілі
- 1962 — «Хозяйка гостиницы» К. Гольдоні
- 1963 — «Чинчрака» Г. Нахуцришвілі
- 1966 — «Король Лір» В. Шекспіра
- 1968 — «Антигона» Ж. Ануя
- 1969 — «Пока арба не перевернулась» О. Іоселіані
- 1970 — «Мост» О. Чхаідзе
- 1981 — «Дон Жуан» Мольєра
- 1981 — «Наш городок» Т. Вайлдера и Р. Габріадзе
- 1982 — «Свиньи Бакулы» за Д.С. Клдіашвілі
- 1996 — «Амфитрион-38» Ж. Жироду
- «Голос человеческий» Ж. Кокто

## Нагороди та звання
- Народний артист Грузинської РСР (1961)[2]
- Народний артист СРСР (1981)
- Державна премія СРСР (1988)
- Державна премія Грузинської РСР ім. Коте Марджанішвілі (1980, за книгу «Пока не началась репетиция»)
- Орден Трудового Червоного Прапора
- Орден Вітчизняної війни II степени
- Орден Червоної зірки
- Медаль «За бойові заслуги»
- Почесний громадянин Тбілісі (1986).

## Відомі учні
- Роберт Стуруа, театральний режисер
- Темур Чхеїдзе, театральний режисер
- Георгий Кавтарадзе, театральний режисер
- Кети Долідзе, кінорежисер
- Бадри Майсурадзе, оперний співак, соліст Большого театру
- Леван Абашидзе, кіноактор
- Зураб Кипшидзе, кіноактор, телеведучий
- Давид Доіашвілі, грузинський театральний режисер
- Георгий Левашов-Туманов, кінорежисер
- Константин Кереселідзе, кінорежисер, кінодокументаліст.

## Пам'ять
Ім'я режисера носить державний Театр кіноактора імені Михайла Туманішвілі в Тбілісі, а також створений в 1997 році Міжнародний національний фестиваль мистецтв «Сачукарі» (інші назви: «Подарунок», «Geoselis Gift»).